# Muzeum okupace Estonska

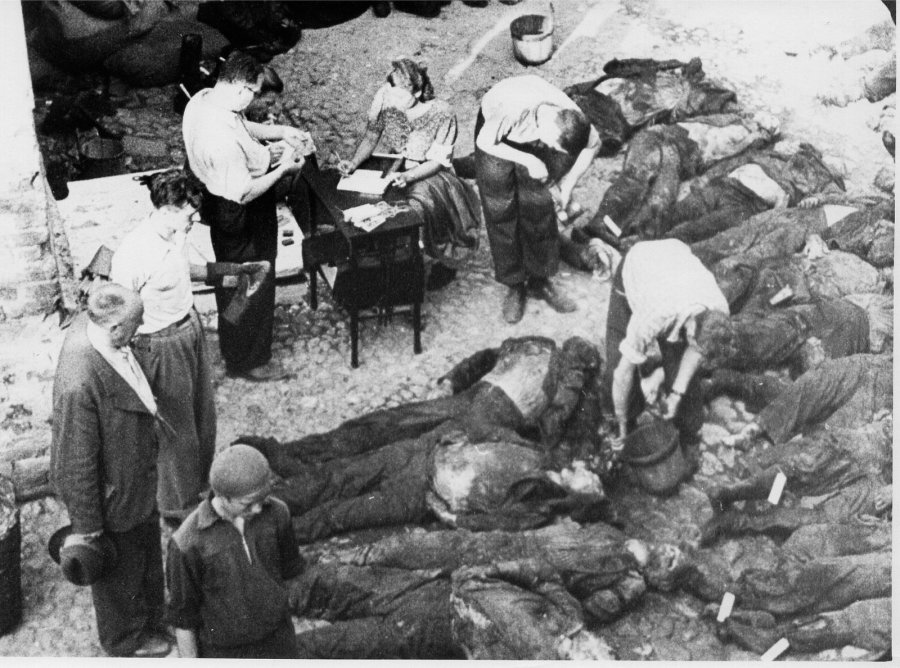
Masakr provedený NKVD ve vězení v Tartu, 1941 (celkem 192 zabitých)

Muzeum okupace a svobody Vabamu (estonsky Okupatsioonide ja vabaduse muuseum Vabamu) v estonském Tallinnu se nachází na rohu ulic Toompea a Kaarli Blvd. Bylo otevřeno 1. července 2003 a je věnováno období let 1940–1991 v dějinách Estonska, kdy byla země okupována Sovětským svazem, krátce nacistickým Německem a poté čtyři a půl dekády opět Sovětským svazem. Po většinu tohoto období byla země známá jako Estonská sovětská socialistická republika.

## Poslání muzea
Muzeum okupace je vůbec první budova postavená pro tyto účely po získání estonské nezávislosti roku 1991. Spravuje ho Estonská nadace Kistler-Ritso.[nenalezeno v uvedeném zdroji] Nadace je pojmenována po Dr. Olze Kistler-Ritso, zakladatelce, prezidentce a finanční podporovatelce nadace. Členové nadace začali sbírat předměty pro muzeum a pro historické studium v roce 1999. Byla navázána spolupráce s Estonskou mezinárodní komisí pro vyšetřování zločinů proti lidskosti, Estonskou státní komisí pro zkoumání politiky represí, Výzkumným centrem sovětské éry v Estonsku, jakož i s Ruskou společností Memorial, která se věnuje obětem sovětských represí, a dalšími organizacemi.
Olga Kistler-Ritso pochází z rodiny ruské matky, která zemřela když bylo Olze několik let, a estonského lékaře, který byl mnoho let vězněn v sibiřských lágrech. Adoptovala ji rodina strýce a umožnila vystudovat medicínu na Univerzitě v Tartu. Krátce po absolvování studia přišla roku 1944 sovětská armáda a Olga spolu s dalšími 80 000 Estonci uprchla do zahraničí a nakonec roku 1949 do USA, kde se prosadila jako oční chirurg. Estonsko navštívila až roku 1978 a od té doby se vracela. Pro založení Muzea okupace věnovala částku téměř 3 mil. euro.

## Muzejní sbírka
Muzeum shromáždilo připomínky sovětské okupace, jako dveře vězeňských cel nebo bysty Lenina. Exponáty jsou doplněny osobními věcmi těch, kteří během okupace uprchli, prožili ji nebo byli vyhnáni na Sibiř, a ilustrují tak lidský prvek situace, které museli čelit, a způsob, jakým se s ní vyrovnávali. Vabamu má také speciální výstavu přizpůsobenou dětem, kde jsou příběhy podány s ohledem na různé věkové skupiny.
Muzeum nabízí odkaz na rozsáhlou digitální knihovnu dokumentů spolku Memorial, kde jsou zachyceny příběhy lidí, kteří se stali oběťmi komunistického režimu. Jsou zde uvedeny osoby mimosoudně perzekvované nebo neoprávněně odsouzené sovětským okupačním režimem v letech 1940–1991, zavražděné z politických důvodů, nebo osoby, které byly určeny k deportaci, ale které se okupačnímu režimu nepodařilo deportovat.
Součástí muzea je secesní budova na ul. Pagari 1. V letech 1918–1920, během bojů Estonska o nezávislost, zde sídlila Prozatímní vláda Estonské republiky. Po roce 1944 byla sídlem sovětské NKVD, později KGB, a byly zde zřízeny vězeňské cely a výslechové místnosti.

## Mezinárodní spolupráce
K výročí 100 let od navázání diplomatických styků mezi Českou republikou a Estonskem a 30. výročí jejich obnovení připravilo Muzeum ve spolupráci s Českým centrem výstavu: “Small states in the turbulence of the 20th–21st century: the complexity of Czech-Estonian relations”.

### Expozice

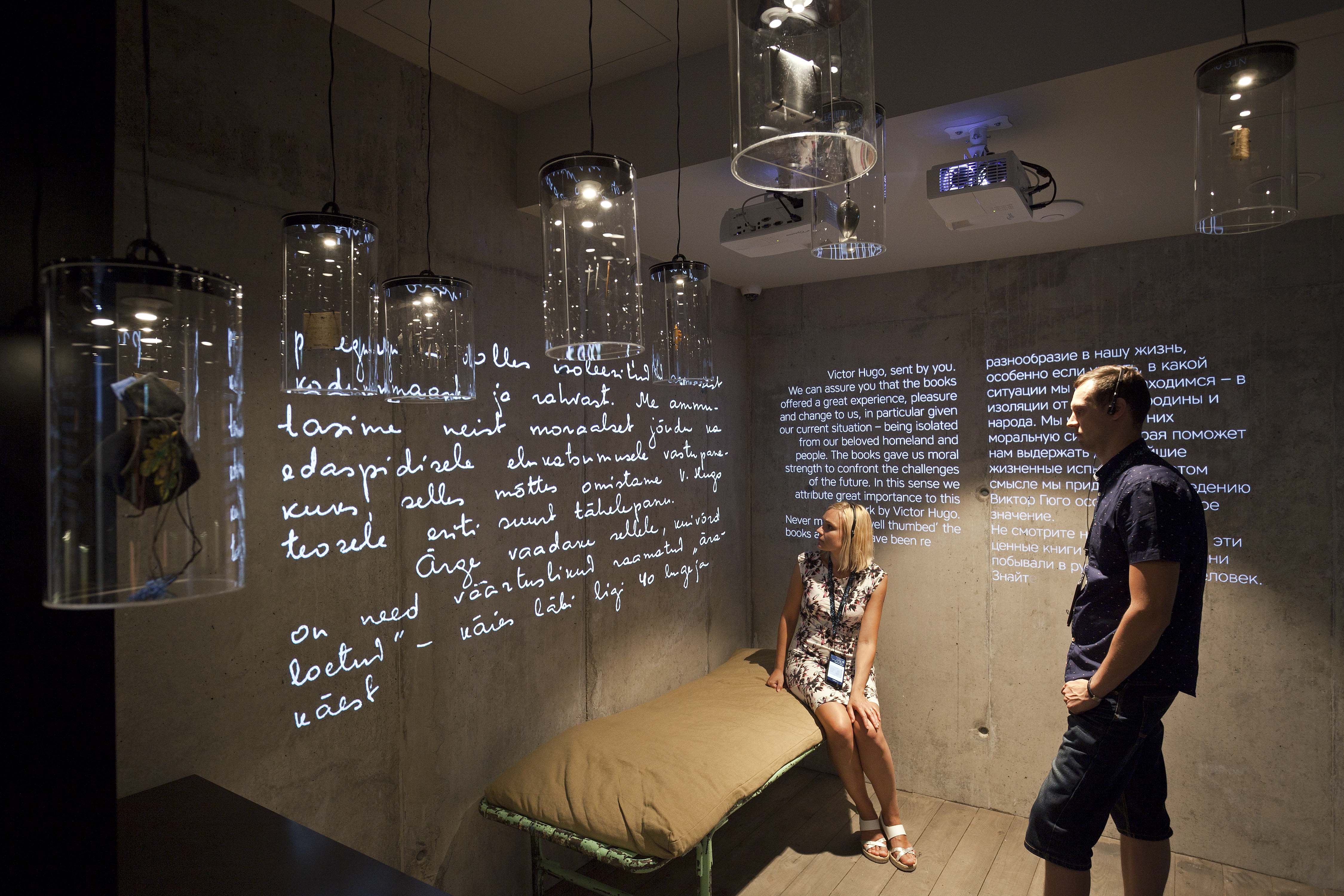
Stálá expozice "Svobodě se meze nekladou"
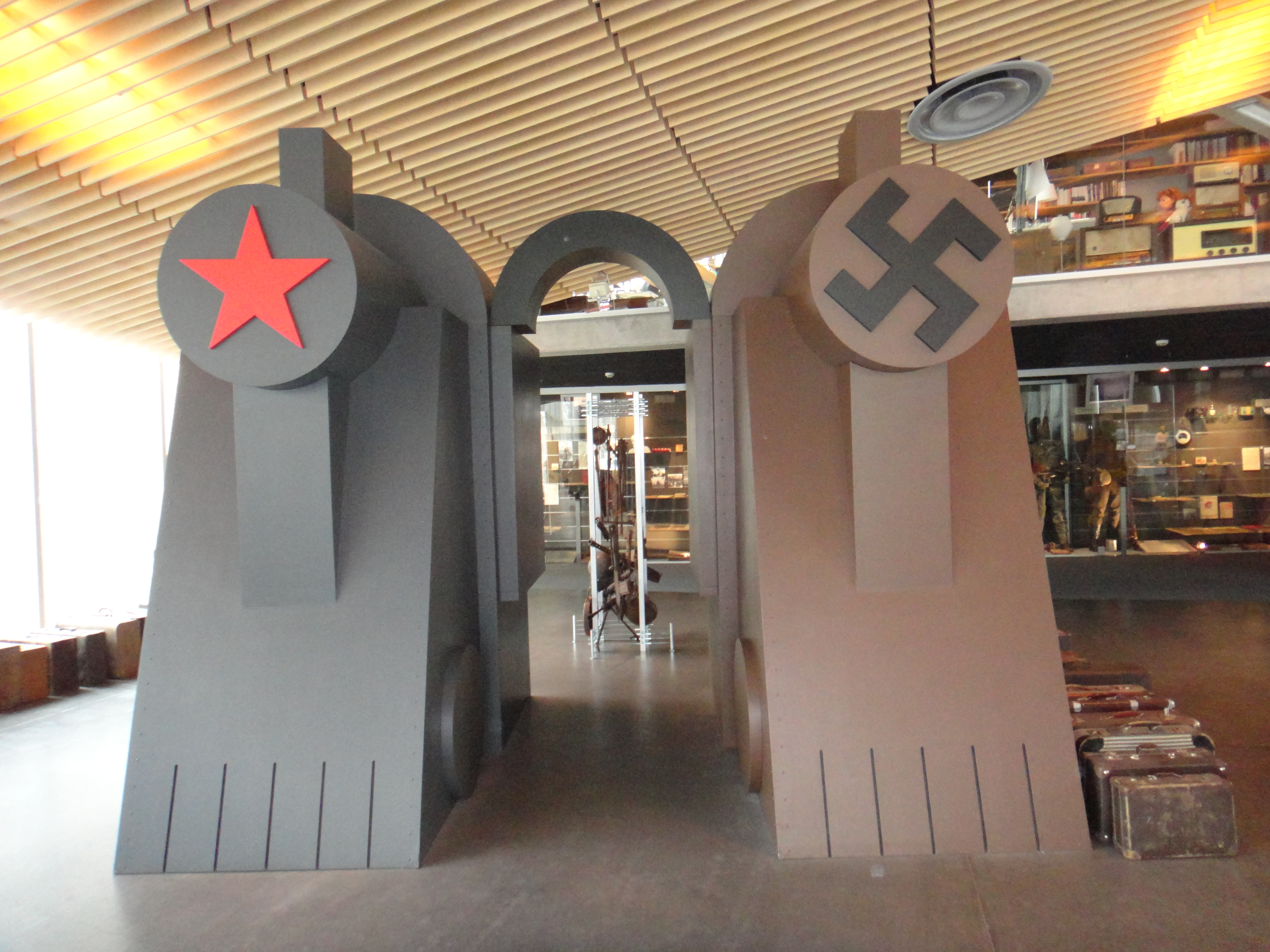
expozice je věnována nacistické i sovětské okupaci
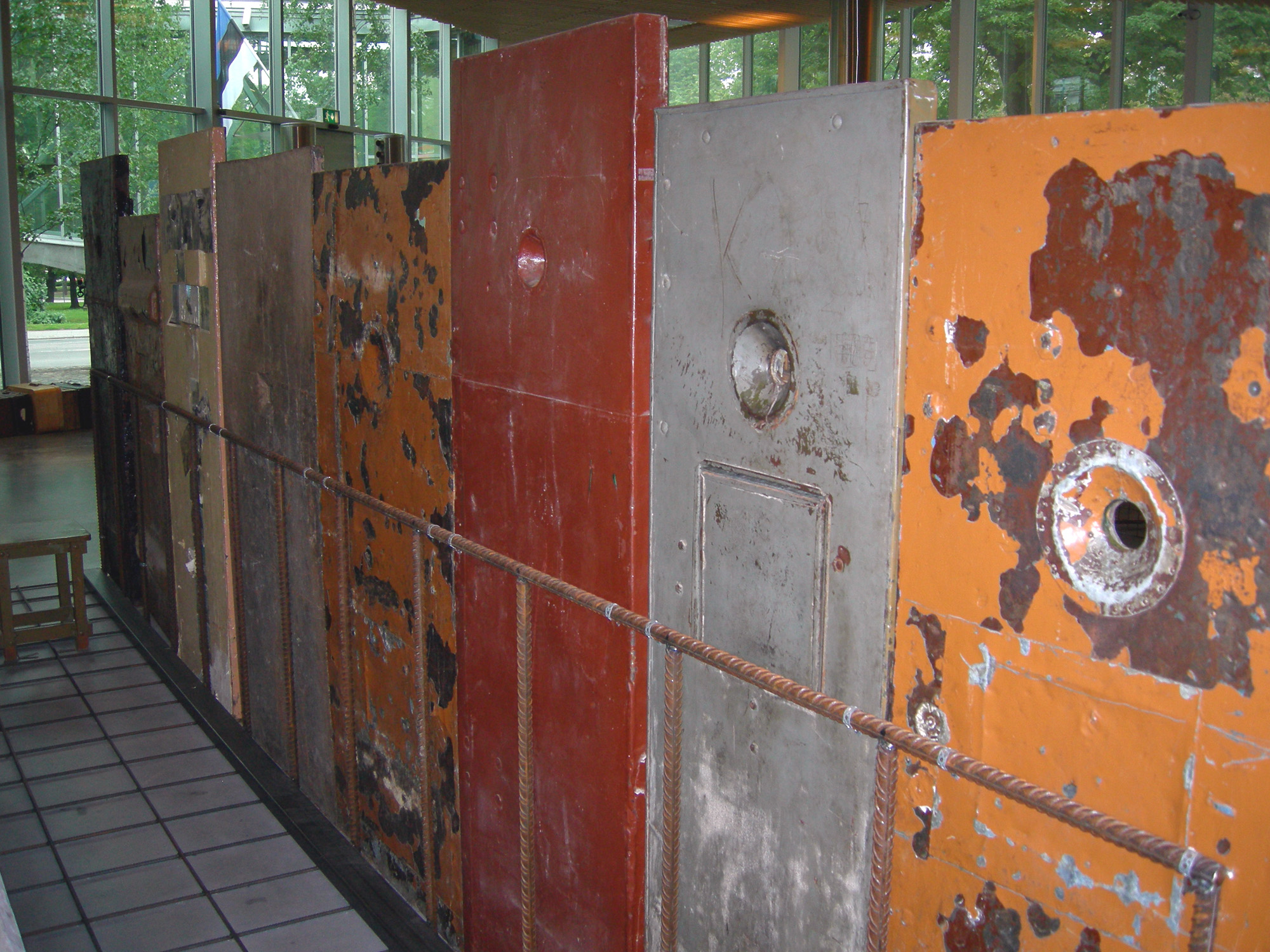
sbírka dveří sovětských vězeňských cel
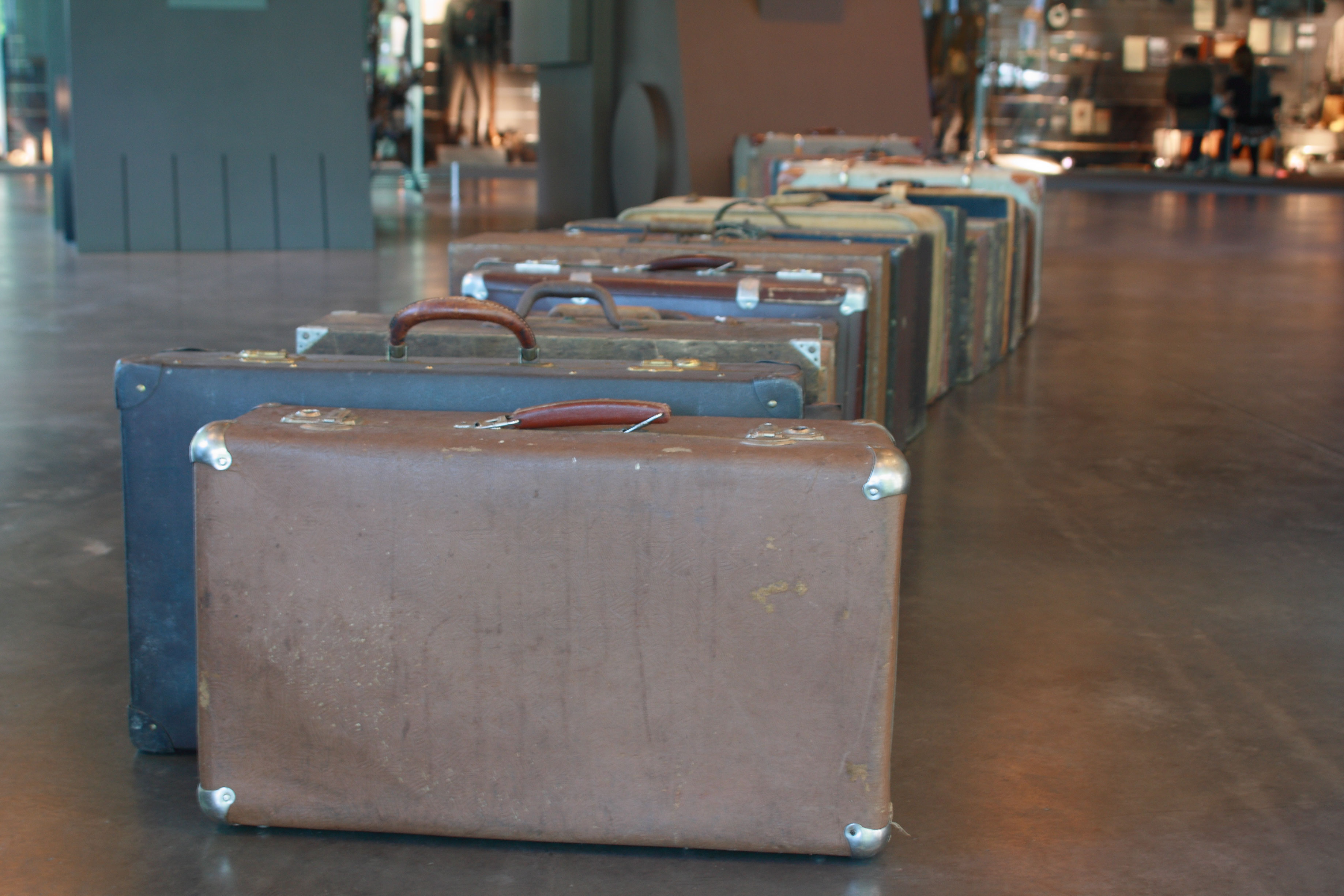
kufry exulantů
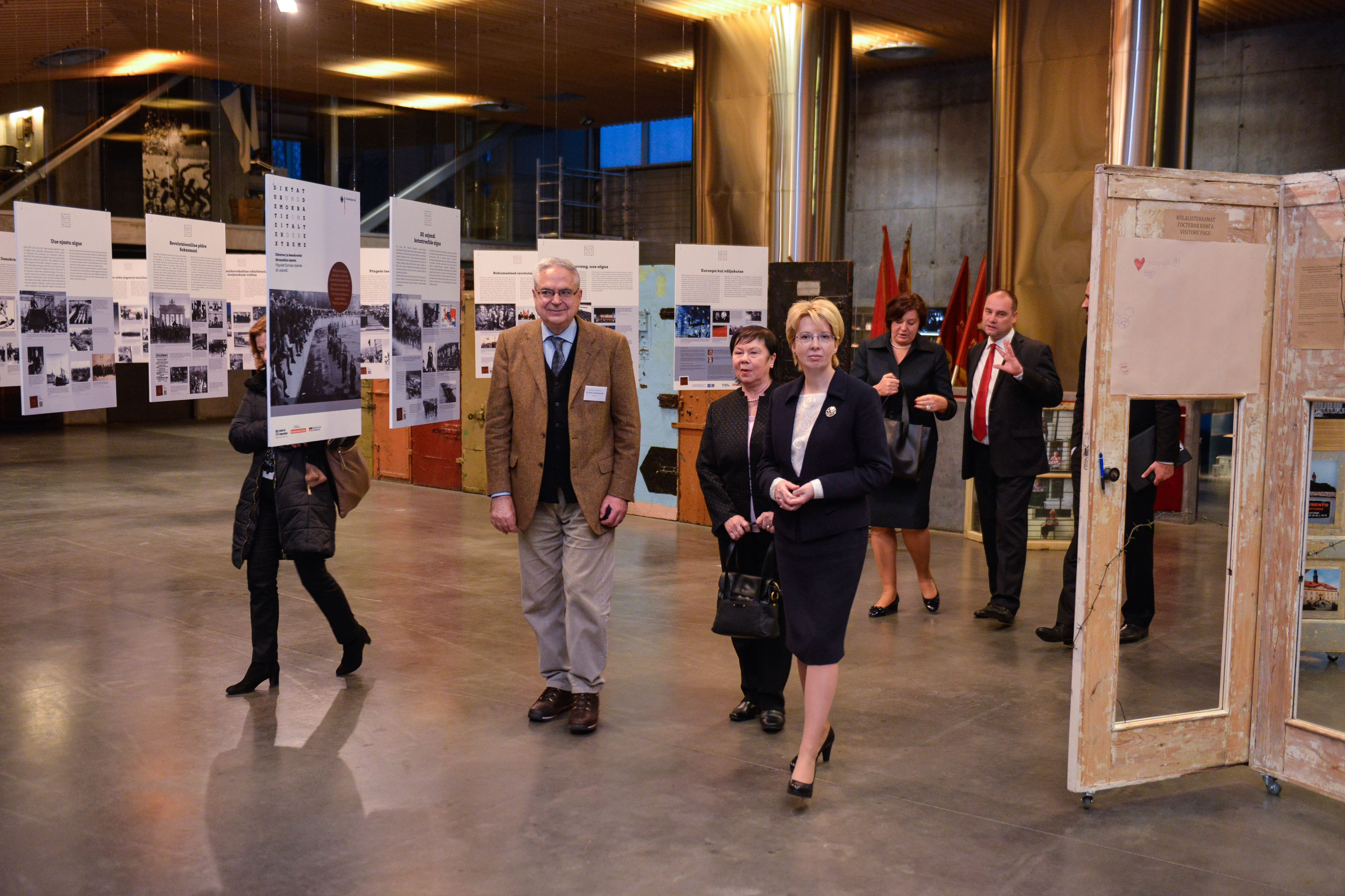
Předsedkyně Litevského parlamentu Ināra Mūrniece na návštěvě Muzea